# Aachi & Ssipak
Aachi & Ssipak ist ein südkoreanischer animierter Zeichentrickfilm aus dem Jahr 2006.

## Handlung

### Vorgeschichte
In der Zukunft hat die Menschheit alle Energiequellen aufgebraucht. Jedoch ist es den Überlebenden gelungen, aus den Exkrementen von Menschen Strom zu erzeugen und eine Stadt zu errichten (Shit City). Um die Energieversorgung nachhaltig sicherzustellen, hat die Stadt beschlossen, dass die Menge der Exkremente durch einen ID-Chip im Anus gemessen und kontrolliert wird und dass die produktivsten Bürger mit der Droge Hart belohnt werden, die in Form eines Eises am Stiel konsumiert wird. Dadurch stieg die Produktion an, aber auch die Zahl der Drogenabhängigen wurde höher. Dies wiederum führte zu Drogenhandel, Kriminalität und sich negativ auswirkenden Mutationen wie Schrumpfungen, eine blaue Hautfarbe, Zeugungsunfähigkeit und verminderte Intelligenz. Aachi und Ssipak sind zwei Ganoven, die die Straßen unsicher machen und sich durch den Handel am Schwarzmarkt am Leben erhalten. Dabei setzt der Film viel auf Humor und Kraftausdrücke.

### Haupthandlung
Aachi und Ssipak handeln auf dem Schwarzmarkt mit der Droge Hart. Währenddessen leiden die Mutanten stark an den Folgen der Droge, sind enttäuscht von den Versprechungen der Regierung, werden aus der Stadt getrieben und sollen vernichtet werden und folgen einem großen Führer, der skrupellos mit den anderen umgeht und auf die Idee kommt Hart von den beiden Ganoven zu besorgen. Diese werden bereits von einer Gang verprügelt und damit erpresst, genug Hart zu liefern. Nachdem sie bei einem Pornodreh den Produzenten verprügelt und ihn die Droge verabreicht haben, befindet dieser sich in einem Rauschzustand, denkt, er wäre Superman und stürzt aus dem Fenster. Danach verkleidet er sich als sexy Krankenschwester, bricht bei der Gang ein und wird durch die beiden Ganoven ferngesteuert und beobachtet und dazu beauftragt, der Gang eins auszuwischen. Aufgrund eines Mädchens, das Ssipak ablenkt, gerät der Plan allerdings außer Kontrolle und der Pornoproduzent wird verprügelt. Allerdings brechen die Mutanten kurz darauf ein und klauen der Gang ihre Drogen. Der Pornoproduzent erwacht wieder und erschießt einige der Mutanten, da er im Rausch denkt, es handele sich um Aliens. Er wird zu dem Führer gebracht, der ihn töten will. Da dieser allerdings einen Film produzieren will, in dem der ID-Chip ausgetauscht wird, beschließt der Führer die Chips von einigen Mutanten zu entfernen und der Pornoproduzent ein geeignetes Mädchen für seinen Film zu finden. Er findet das Mädchen von Ssipak und glaubt, dass dieses gut kacken kann. Dabei werden sie allerdings von den beiden Ganoven durchs Fenster beobachtet und Ssipak stürmt den Raum, woraufhin das Mädchen mit den beiden flüchtet und sie sich auf eine Verfolgungsjagd mit vielen Abenteuern begeben. Neben den Mutanten sind aber auch die Polizei und andere an dem Mädchen interessiert. Allerdings schaffen es die Mutanten das Mädchen wieder einzufangen. Ssipak beschließt das Mädchen zu retten und stellt sich gegen Aachi. Die Regierung beauftragt einen älteren Mann, ein Monster wiederzubeleben, und bietet ihm dafür Leichen an. Dieser wird allerdings von den Mutanten abgeworben. Währenddessen wird Ssipak bei einem Angriff auf die Mutanten beinah getötet und von Aachi gerettet und sie arbeiten von dort an wieder zusammen. Auf einem Schlachtfeld in der Wüste bekämpfen sich die Mutanten mit der Regierung, während die beiden Ganoven versuchen, das Mädchen zu retten. Dabei geraten sie in eine Verfolgungsjagd und weitere Zwischenfälle in einem unterirdischen Minensystem und retten das Mädchen. Außerdem stellt sich heraus, dass der Pornoproduzent als Spezialeinheit gegen den Anführer kämpft und am Ende dafür sorgt, dass die Mine explodiert. Die drei brennen durch und wollen mit den Exkrementen von dem Mädchen viel Geld machen.

## Produktion und Veröffentlichung
2001 wurde bereits von dem Filmregisseur Jo Beom-jin ein 3-minutiger Kurzfilm, welcher mit Flash animiert wurde, im Internet als Vorschau auf den Film veröffentlicht. Dieser erreichte über drei Millionen Aufrufe und war ursprünglich für Ende 2002 geplant. Da die Filme My Beautiful Girl, Mari und Wonderful Days allerdings gefloppt sind, hat sich die Produktion herausgezögert. Insgesamt hat sie 8 Jahre gedauert. Regie führte Jo Beom-jin und Drehbuch schrieben Kang Sang-kyun, Jeong Hye-won und Jo Beom-jin. Das zuständige Produktionsstudio ist JTeam Studios und die Vermarktung übernahm Studio2.0. Das Budget lag bei 3 Millionen US-Dollar.
Uraufgeführt wurde der Film am 28. Juni 2006 in den Kinosälen von Südkorea. Insgesamt wurden über 107.000 Kinotickets verkauft, was einen Flop für den Box-Office-Verkauf darstellte. Die englische Version wurde von MondoMedia übernommen und zum Teil für die englischsprachigen Zuschauer umgeschrieben. Eine deutsche Version wurde auf DVD veröffentlicht.